# Day after tomorrow (アルバム)
『day after tomorrow』（デイ・アフター・トゥモロー）は、日本の音楽ユニット・day after tomorrowが2002年8月7日にavex traxから発売した1枚目のミニアルバムである。

## 内容
メジャーデビュー作品であり、映像作品『faraway』と同時発売された。
通常のCD-DA規格ではなくCCCD規格で発売され、全曲にタイアップが付いた。
オリコンチャート初登場10位を獲得。翌週も10位を獲得し、メジャーデビュー作品にしてトップ10入りを果たした。

## 収録曲
| 全作詞: misono。 |               |           |           |                    |      |
| #                | タイトル      | 作詞      | 作曲      | 編曲               | 時間 |
| 1.               | 「prize」     | misono    | 鈴木大輔  | 五十嵐充           | 4:18 |
| 2.               | 「faraway」   | misono    | 北野正人  | 石塚知生、五十嵐充 | 5:13 |
| 3.               | 「gradually」 | misono    | 五十嵐充  | 五十嵐充           | 4:53 |
| 4.               | 「vivace」    | misono    | 北野正人  | 五十嵐充           | 3:44 |
| 5.               | 「for you」   | misono    | 鈴木大輔  | 五十嵐充           | 4:26 |
| 6.               | 「gift」      | misono    | 鈴木大輔  | 五十嵐充           | 5:48 |
| 合計時間:        | 合計時間:     | 合計時間: | 合計時間: | 28:22              |      |

### 解説
1. prize
2. faraway
後に1stシングルの表題曲としてリカットされた。
3. gradually
4. vivace
5. for you
後に2ndベストアルバム『Selection Best Album』にも収録された。
6. gift

## 参加ミュージシャン
day after tomorrow
- misono：Vocals
- 北野正人：Guitar
- 鈴木大輔：Keyboards

support musician
- 五十嵐充：Programming & Keyboards (全曲)
- 石塚知生：Programming & Keyboards (#2)
- 加藤薫：Electric Guitar & Acoustic Guitar (全曲)
- 弦一徹：Violin (#3)

## タイアップ
- フジテレビ系列バラエティ番組『熱血!サンタマリア』テーマソング (#1)
- 森永製菓『ICE BOX』TV-CMソング (#2)
- フジテレビ系列バラエティ番組『B.C.ビューティー・コロシアム』2002年4月〜9月度テーマソング (#3)
- テレビ東京系列バラエティ番組『ブランサンク』エンディングテーマ (#4)
- フジテレビ系列バラエティ番組『プチ・マリッジ』テーマソング (#5)
- フジテレビ系列バラエティ番組『トリビュート』テーマソング (#6)